# Tanaka Yutaka

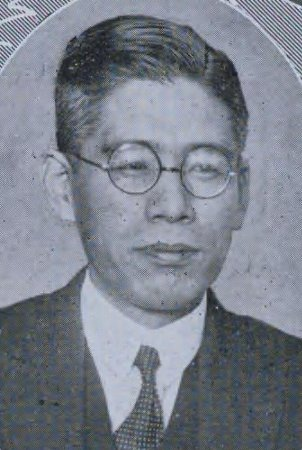
Tanaka Yutaka

Tanaka Yutaka (japanisch 田中 豊; geboren 29. Januar 1888 in Nagano (Präfektur Nagano); gestorben 27. August 1967) ist in Japan der bekannteste Ingenieur für modernen Brückenbau.

## Leben und Wirken
Tanaka Yutaka machte 1909 seinen Abschluss an der „7. Höheren Schule Kagoshima“. 1920 schloss er sein Studium an der Kaiserlichen Universität Tokio in der Fakultät für Ingenieurswesen in der Bauabteilung ab. Anschließend wurde er für zwei Jahre zur Weiterbildung nach England geschickt, wobei er auch Deutschland und die USA besuchte. Nachdem er als Ingenieur im Eisenbahnministerium gearbeitet hatte, wurde er 1934 Professor an seiner Alma Mater. Er forschte auf dem Gebiet des Brückenbaus und plante nach dem Großen Kantō-Erdbeben 1923 den Wiederaufbau der Eitai-Brücke (永代橋) und den der Kiyosu-Brücke (清州橋) über den Sumida-Fluss in Tokio.
Nach dem Zweiten Weltkrieg leitete Tanaka den Bau der Saikai-Brücke (西海橋) in der Präfektur Nagasaki, den der Brücke Wakato-Ōhashi (若戸大橋) in der Stadt Kitakyūshū und den der neuen Nijūbashi-Brücke (二重橋) im Kaiserpalast. Weiter baute er Eisenbahnbrücken für den Tōkaidō-Shinkansen.
Tanaka war Doktor der Ingenieurwissenschaften, Mitglied der Akademie der Wissenschaften, Präsident der „Japan Society of Civil Engineers“. Nach seiner Pensionierung im Jahr 1948 war er Mitglied des „Science and Technology Council“ (科学技術協議会, Kagaku gijutsu kyōgikai).

## Bilder

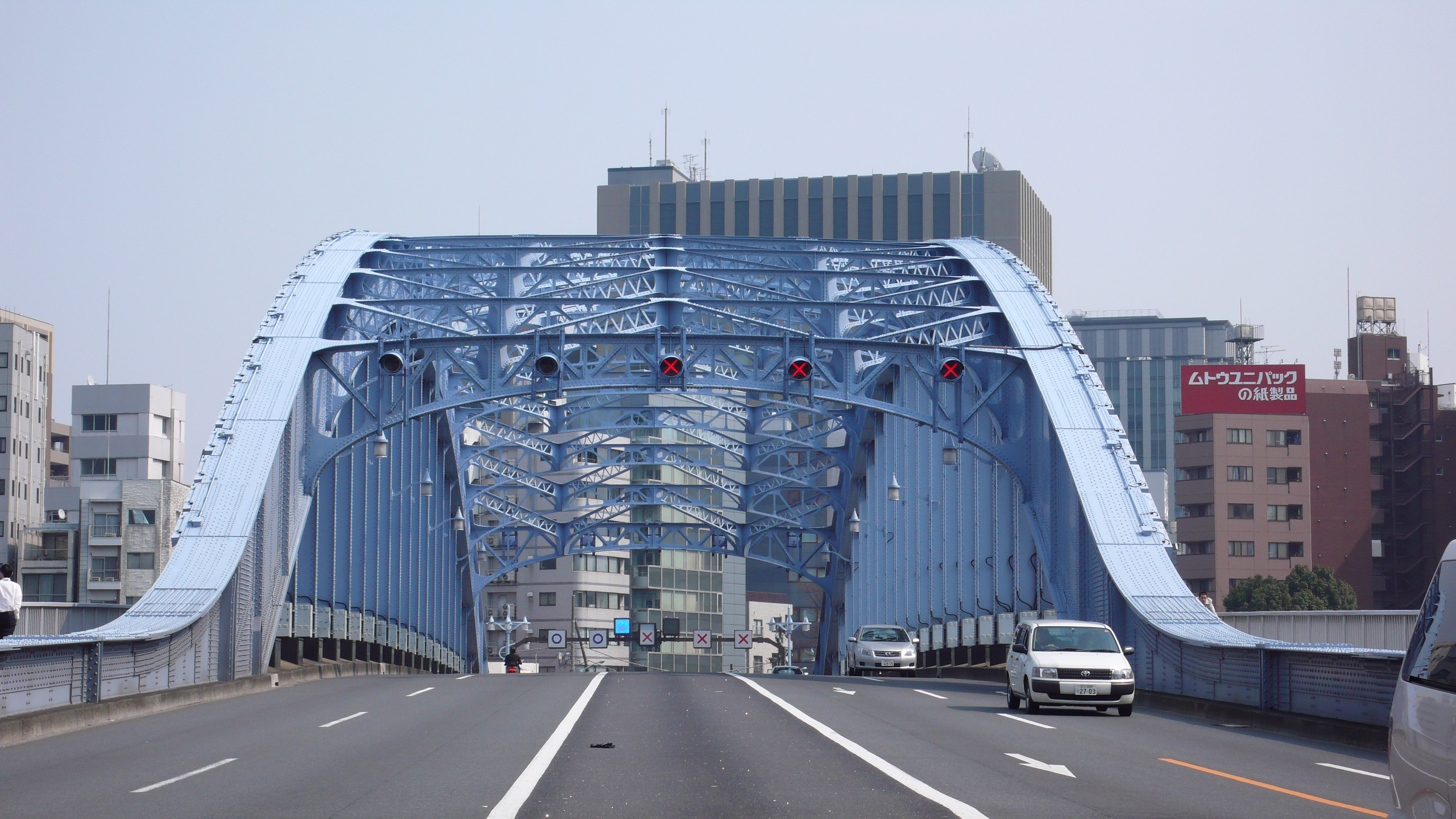
Eitai-Brücke
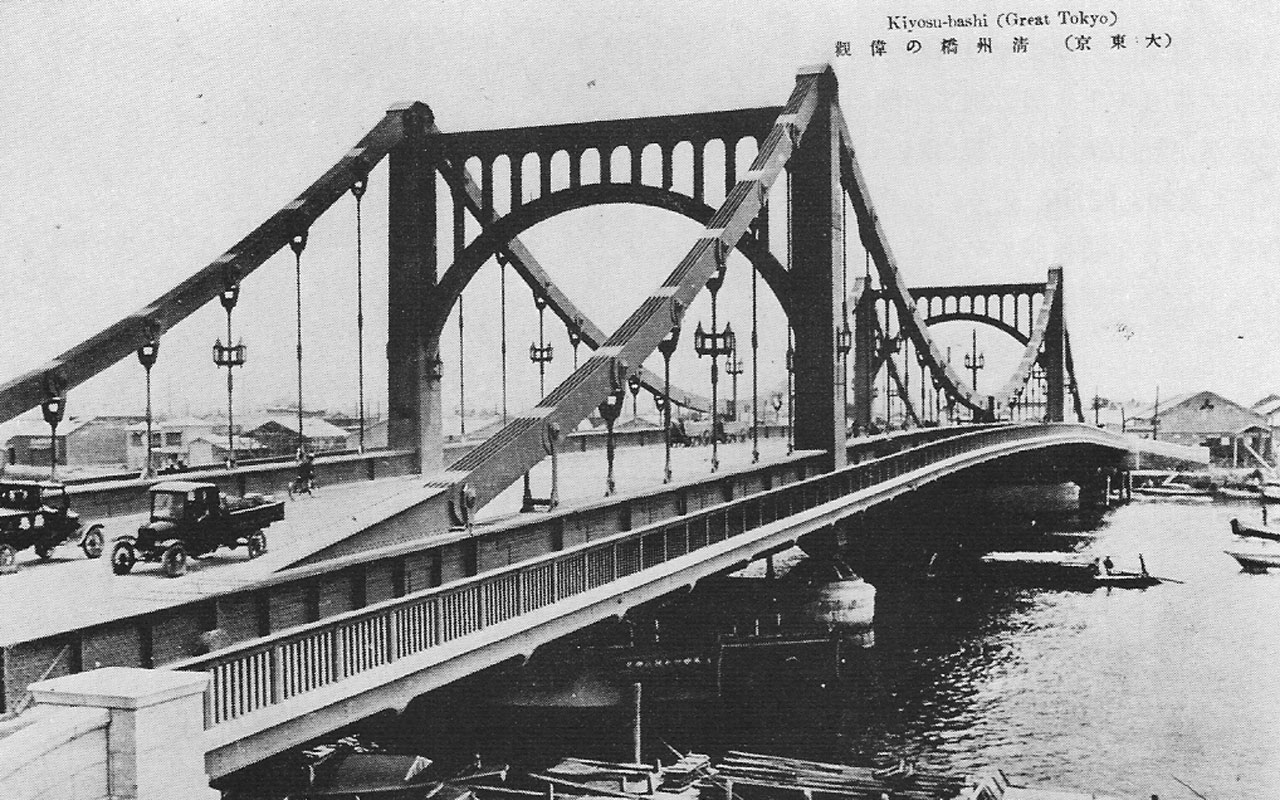
Kiyosu-Brücke
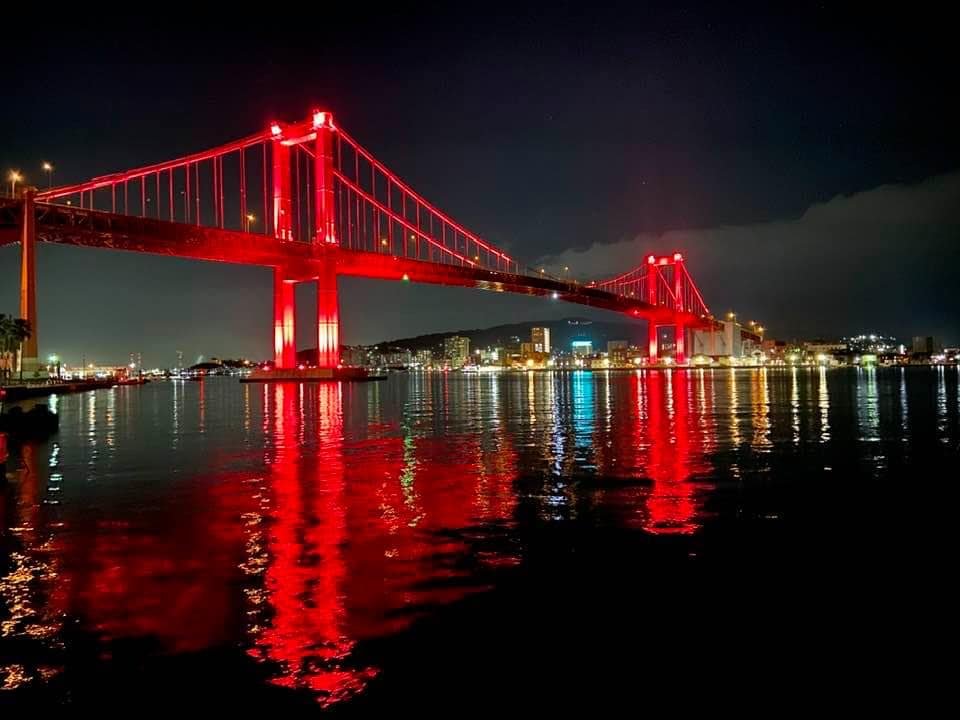
Wakato Ohashi
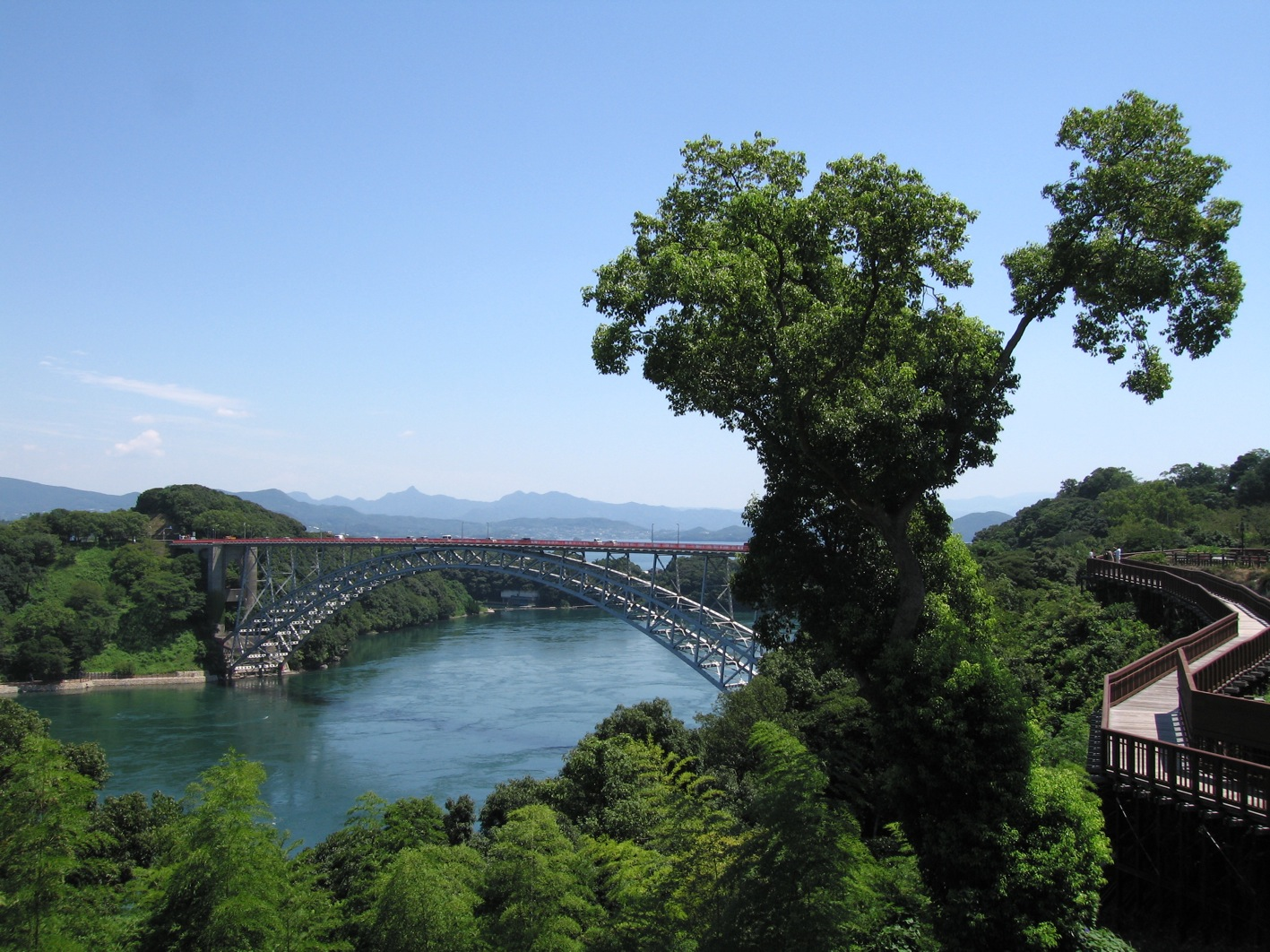
Saikai-Brücke

1. 1 2 3  „Wichtiges Kulturgut Japans“.